# Poochara spinata
Poochara spinata är en insektsart som beskrevs av Young 1986. Poochara spinata ingår i släktet Poochara och familjen dvärgstritar. Inga underarter finns listade i Catalogue of Life.